# Сааков, Николай Вартанович
Николай Вартанович Сааков — советский хозяйственный, государственный и политический деятель.

## Биография
Родился в 1908 году. Член КПСС с 1939 года.
С 1933 года — на хозяйственной, общественной и политической работе. В 1933—1973 гг. — начальник цеха, прораб, начальник стройконторы, заместитель наркома, начальник управления Наркомата внутренних дел Азербайджанской ССР, руководитель строительства на нефтяных месторождениях Баку, заместитель Председателя Совета Министров Азербайджанской ССР, первый заместитель председателя Азербайджанского совнархоза, начальник Главного управления Совета Министров Азербайджанской ССР по материально-техническому снабжению.
Избирался депутатом Верховного Совета Азербайджанской ССР 5-8-го созыва.
Умер в Баку в 1973 году.